# 토가시 미스즈
토가시 미스즈(일본어: 富樫 美鈴 とがし みすず[*])는 일본의 성우이다. 홋카이도 출신. 켄 프로덕션 소속.

## 출연작

### 애니메이션
- 2009년
  - 학생회의 일존 - 시나 미나츠

- 2011년
  - 미래일기 - 아마노 유키테루
  - 언젠가 천마의 검은 토끼 - 에데르카의 주인
  - 일상 - 미나카미 마이

- 2012년
  - 학생회의 일존 Lv.2 - 시나 미나츠
  - 흑마녀 나가신다! - 코지마 나오키

- 2013년
  - 데이트 어 라이브 - 토비이치 오리가미
  - 마켄키 - 시나츠 아즈키
  - 우폿테!! - 이치로쿠

- 2014년
  - 마켄키 通! - 시나츠 아즈키
  - 누나가 왔다 - 하야사카 코우키
  - 메카쿠시티 액터즈 - 아마미야 히비야
  - 데이트 어 라이브 Ⅱ - 토비이치 오리가미

- 2015년
  - 새여동생 마왕의 계약자 - 토죠 바사라(소년)
  - 시드 이야기 - 나이팅게일, 크리스티
  - 하이큐!! - 스즈메다 카오리, 오가사와라 유우

- 2016년
  - 매직 큥! 르네상스 - 여학생
  - 드림페스! - 캐스터
- 2017년
  - 보루토 - 우치하 신

- 2018년
  - 사랑은 비가 갠 뒤처럼 - 육상부 선배
  - 꼭두각시 서커스 - 여성

- 2019년
  - 데이트 어 라이브 Ⅲ - 토비이치 오리가미
  - 은하영웅전설 Die Neue These 성난 - 콘라트 폰 모델

- 2021년
  - 반요 야샤히메 - 라이타

- 2022년
  - 데이트 어 라이브 Ⅳ - 토비이치 오리가미

### 게임
- 2013년
  - 데이트 어 라이브 린네 유토피아 - 토비이치 오리가미
- 2014년
  - 데이트 어 라이브 아루스 인스톨 - 토비이치 오리가미
- 2015년
  - 데이트 어 라이브 리오 리인카네이션 - 토비이치 오리가미
  - 시드 이야기 - 나이팅게일, 페르세포네
- 2016년
  - 누구를 위한 알케미스트 - 레이다
  - 섀도우버스 - 밤의 마법사, 영혼 파수꾼 민트
- 2016년
  - 영원한 7일의 도시 - 더그
- 2019년
  - 영원한 7일의 도시 - 핫카
- 2020년
  - 데이트 어 라이브 렌 디스토피아 - 토비이치 오리가미
  - 더 라스트 오브 어스 파트 2 - 레브
  - 소녀전선 - 몬드라곤 M1908
- 2021년
  - 소녀전선 - C14
  - 로스트 저지먼트: 심판받지 않은 기억 - 코다 마미

### 극장 애니메이션
- 2015년
  - 데이트 어 라이브: 마유리 저지먼트 - 토비이치 오리가미